# Governatore del Wisconsin
Il Governatore del Wisconsin (in inglese: Governor of Wisconsin) è il capo del governo dello stato statunitense del Wisconsin, e il comandante in capo della Wisconsin Army National Guard, la forza armata dello stato e della Wisconsin Air National Guard, l'aviazione. Il governatore ha il compito di far applicare le leggi, il potere di approvare o porre il veto sulle leggi approvate dal Parlamento del Wisconsin, di convocare quest'ultimo e di concedere la grazia, ad eccezione dei casi di impeachment.
Vi sono stati ufficialmente 45 governatori dello stato del Wisconsin dall'ammissione dello stato nell'Unione nel 1848, uno di essi —Philip La Follette—ha ricoperto la carica in più mandati non consecutivi. Nelson Dewey, il primo governatore, entrò in carica il 7 giugno 1848. Il governatore che ha ricoperto la carica per più tempo è stato Tommy Thompson, che entrò in carica il 5 gennaio 1987 e rassegnò le dimissioni il 1º febbraio 2001, per un totale di 14 anni e 28 giorni. Il governo più corto è stato invece quello di Arthur MacArthur Senior che fu governatore per appena cinque giorni (dal 21 marzo al 25 marzo 1856).
L'attuale governatore è Tony Evers, entrato in carica il 7 gennaio 2019.

## Governatori
Inizialmente, dopo la Rivoluzione americana, il territorio oggi noto come Wisconsin era rivendicato da Virginia, Massachusetts e Connecticut; tuttavia, la Virginia vi rinunciò nel 1784, il Massachusetts nel 1785 e il Connecticut nel 1786. Il 13 luglio 1787 venne creato il Territorio del nord-ovest che includeva l'area del Wisconsin; il Wisconsin rimase parte di questo territorio fino al 1800. Il governatore territoriale durante quel periodo fu Arthur St. Clair. Quando parti del Territorio del nord-ovest furono ammessi nell'Unione come stati, il Wisconsin divenne prima parte del Territorio dell'Indiana (1800-1809), poi del Territorio dell'Illinois (1809-1818) e infine del Territorio del Michigan (1818-1836).

### Governatori del Territorio del Wisconsin
Il Territorio del Wisconsin fu creato il 3 luglio 1836. Durante il periodo della sua esistenza il Territorio del Wisconsin ebbe tre governatori territoriali, uno dei quali ricoprì la carica in due mandati non consecutivi, e un altro continuò ad operare come governatore anche quando il territorio cessò di esistere.
| # | Foto                                              | Nome                   | Mandato           | Mandato           | Nominato da             |
| # | Foto                                              | Nome                   | Inizio            | Termine           | Nominato da             |
| - | ------------------------------------------------- | ---------------------- | ----------------- | ----------------- | ----------------------- |
| 1 | Portrait of a well-dressed nineteenth-century man | Henry Dodge            | 30 aprile 1836    | 13 settembre 1841 | Andrew Jackson          |
| 2 | Portrait of a well-dressed nineteenth-century man | James Duane Doty       | 30 settembre 1841 | 21 giugno 1844    | John Tyler              |
| 3 | Portrait of a well-dressed nineteenth-century man | Nathaniel P. Tallmadge | 21 giugno 1844    | 8 aprile 1845     | John Tyler              |
| 4 | Portrait of a well-dressed nineteenth-century man | Henry Dodge            | 8 aprile 1845     | 23 giugno 1848    | James Knox Polk         |
| 5 | Portrait of a well-dressed nineteenth-century man | John Catlin            | 23 giugno 1848    | 3 marzo 1849      | Governatore pro tempore |

### Governatori dello Stato del Wisconsin
Il Wisconsin fu ammesso nell'Unione il 29 maggio 1848. Da allora, ci sono stati 45 governatori, uno dei quali ha ricoperto la carica in più mandati non consecutivi.
Inizialmente, la carica di governatore del Wisconsin aveva durata biennale, ma nel 1967 la Costituzione dello Stato è stata emendata portando il mandato a quattro anni. Jeremiah McLain Rusk ricoprì la carica per tre anni negli anni '80 dell'800, poiché durante il suo mandato un emendamento della Costituzione stabilì che si sarebbe dovuto votare per il governatore negli anni pari, per cui tutti i pubblici ufficiali furono autorizzati a rimanere in carica per un anno supplementare. Patrick Lucey, eletto nel 1970 fu il primo governatore a rimanere in carica per un quadriennio. I governatori del Wisconsin non hanno limiti di rielezione.
La costituzione statale prevede l'elezione di un vicegovernatore; inizialmente, il governatore e il suo vice venivano eletti in diverse consultazioni, e così potevano anche non essere dello stesso partito. Dopo l'emendamento del 1967, però, le due cariche sono nominate e votate insieme. Originariamente, se la carica di governatore era vacante per qualsivoglia ragione, "i poteri e i doveri della carica...sono (erano) affidati al vicegovernatore". Nel 1979, la costituzione fu emendata specificando questo punto: se il governatore muore, si dimette o viene allontanato dalla carica, il vicegovernatore diviene governatore, ma diviene governatore facente funzioni se il governatore si assenta dallo Stato, viene messo in stato d'accusa o non è in grado di svolgere il suo compito. Se uno di questi eventi accade mentre la carica di vicegovernatore è vacante, il segretario di stato del Wisconsin diventa governatore o governatore facente funzioni.
Due governatori del Wisconsin sono morti durante il loro mandato, un altro è deceduto dopo essere eletto, ma prima di entrare ufficialmente in carica, e quattro si sono dimessi.

### Partiti
Democratico (12)   Repubblicano (31)   Whig (1)   Partito Progressista del Wisconsin (2)
| #  | Foto | Nome                    | Mandato                 | Mandato                 | Partito                            | Vice Governatore                   |
| #  | Foto | Nome                    | Inizio                  | Termine                 | Partito                            | Vice Governatore                   |
| -- | ---- | ----------------------- | ----------------------- | ----------------------- | ---------------------------------- | ---------------------------------- |
| 1  |      | Nelson Dewey            | 7 giugno 1848           | 5 gennaio 1852          | Democratico                        | John E. HolmesSamuel W. Beall      |
| 2  |      | Leonard J. Farwell      | 5 gennaio 1852          | 2 gennaio 1854          | Partito Whig                       | Timothy Burns                      |
| 3  |      | William A. Barstow      | 2 gennaio 1854          | 21 marzo 1856           | Democratico                        | James T. LewisArthur MacArthur Sr. |
| 4  |      | Arthur MacArthur Sr.    | 21 marzo 1856           | 25 marzo 1856           | Democratico                        | Vacante                            |
| 5  |      | Coles Bashford          | 25 marzo 1856           | 4 gennaio 1858          | Repubblicano                       | Arthur MacArthur Sr.               |
| 6  |      | Alexander Randall       | 4 gennaio 1858          | 6 gennaio 1862          | Repubblicano                       | Erasmus D. CampbellButler G. Noble |
| 7  |      | Louis P. Harvey         | 6 gennaio 1862          | 19 aprile 1862          | Repubblicano                       | Edward Salomon                     |
| 8  |      | Edward Salomon          | 19 aprile 1862          | 4 gennaio 1864          | Repubblicano                       | Vacante                            |
| 9  |      | James T. Lewis          | 4 gennaio 1864          | 1 gennaio 1866          | Repubblicano                       | Wyman Spooner                      |
| 10 |      | Lucius Fairchild        | 1 gennaio 1866          | 1 gennaio 1872          | Repubblicano                       | Wyman SpoonerThaddeus C. Pound     |
| 11 |      | Cadwallader C. Washburn | 1 gennaio 1872          | 5 gennaio 1874          | Repubblicano                       | Milton H. Pettit                   |
| 12 |      | William Robert Taylor   | 5 gennaio 1874          | 3 gennaio 1876          | Democratico                        | Charles D. Parker                  |
| 13 |      | Harrison Ludington      | 3 gennaio 1876          | 7 gennaio 1878          | Repubblicano                       | Charles D. Parker                  |
| 14 |      | William E. Smith        | 7 gennaio 1878          | 2 gennaio 1882          | Repubblicano                       | James M. Bingham                   |
| 15 |      | Jeremiah McLain Rusk    | 2 gennaio 1882          | 7 gennaio 1889          | Repubblicano                       | Sam S. Fifield                     |
| 16 |      | William D. Hoard        | 7 gennaio 1889          | 5 gennaio 1891          | Repubblicano                       | George W. Ryland                   |
| 17 |      | George Wilbur Peck      | 5 gennaio 1891          | 7 gennaio 1895          | Democratico                        | Charles Jonas                      |
| 18 |      | William H. Upham        | 7 gennaio 1895          | 4 gennaio 1897          | Repubblicano                       | Emil Baensch                       |
| 19 |      | Edward Scofield         | 4 gennaio 1897          | 7 gennaio 1901          | Repubblicano                       | Emil BaenschJesse Stone            |
| 20 |      | Robert M. La Follette   | 7 gennaio 1901          | 1 gennaio 1906          | Repubblicano                       | Jesse StoneJames O. Davidson       |
| 21 |      | James O. Davidson       | 1 gennaio 1906          | 2 gennaio 1911          | Repubblicano                       |                                    |
| 22 |      | Francis E. McGovern     | 2 gennaio 1911          | 4 gennaio 1915          | Repubblicano                       |                                    |
| 23 |      | Emanuel L. Philipp      | 4 gennaio 1915          | 3 gennaio 1921          | Repubblicano                       |                                    |
| 24 |      | John J. Blaine          | 3 gennaio 1921          | 3 gennaio 1927          | Repubblicano                       |                                    |
| 25 |      | Fred R. Zimmerman       | 3 gennaio 1927          | 7 gennaio 1929          | Repubblicano                       |                                    |
| 26 |      | Walter J. Kohler Sr.    | 7 gennaio 1929          | 5 gennaio 1931          | Repubblicano                       |                                    |
| 27 |      | Philip La Follette      | 5 gennaio 1931          | 2 gennaio 1933          | Repubblicano                       |                                    |
| 28 |      | Albert G. Schmedeman    | 2 gennaio 1933          | 7 gennaio 1935          | Democratico                        |                                    |
| 29 |      | Philip La Follette      | 7 gennaio 1935          | 2 gennaio 1939          | Partito Progressista del Wisconsin |                                    |
| 30 |      | Julius P. Heil          | 2 gennaio 1939          | 4 gennaio 1943          | Repubblicano                       |                                    |
| -  |      | Orland Steen Loomis     | Non è entrato in carica | Non è entrato in carica | Partito Progressista del Wisconsin |                                    |
| 31 |      | Walter Samuel Goodland  | 4 gennaio 1943          | 12 marzo 1947           | Repubblicano                       |                                    |
| 32 |      | Oscar Rennebohm         | 12 marzo 1947           | 1 gennaio 1951          | Repubblicano                       |                                    |
| 33 |      | Walter J. Kohler Jr.    | 1 gennaio 1951          | 7 gennaio 1957          | Repubblicano                       |                                    |
| 34 |      | Vernon Wallace Thomson  | 7 gennaio 1957          | 5 gennaio 1959          | Repubblicano                       |                                    |
| 35 |      | Gaylord Nelson          | 5 gennaio 1959          | 7 gennaio 1963          | Democratico                        |                                    |
| 36 |      | John W. Reynolds        | 7 gennaio 1963          | 4 gennaio 1965          | Democratico                        |                                    |
| 37 |      | Warren P. Knowles       | 4 gennaio 1965          | 4 gennaio 1971          | Repubblicano                       |                                    |
| 38 |      | Patrick Lucey           | 4 gennaio 1971          | 6 luglio 1977           | Democratico                        |                                    |
| 39 |      | Martin J. Schreiber     | 6 luglio 1977           | 3 gennaio 1979          | Democratico                        |                                    |
| 40 |      | Lee S. Dreyfus          | 3 gennaio 1979          | 3 gennaio 1983          | Repubblicano                       |                                    |
| 41 |      | Tony Earl               | 3 gennaio 1983          | 5 gennaio 1987          | Democratico                        |                                    |
| 42 |      | Tommy Thompson          | 5 gennaio 1987          | 1 febbraio 2001         | Repubblicano                       |                                    |
| 43 |      | Scott McCallum          | 1 febbraio 2001         | 6 gennaio 2003          | Repubblicano                       |                                    |
| 44 |      | Jim Doyle               | 6 gennaio 2003          | 3 gennaio 2011          | Democratico                        |                                    |
| 45 |      | Scott Walker            | 3 gennaio 2011          | 7 gennaio 2019          | Repubblicano                       |                                    |
| 46 |      | Tony Evers              | 7 gennaio 2019          | in carica               | Democratico                        |                                    |